# 公鸡馒头蟹
公鸡馒头蟹（学名：Calappa gallus）为馒头蟹科馒头蟹属的动物。分布于日本、百慕大、巴西、菲律宾、印度尼西亚、斯里兰卡、丹老群岛、印度、波斯湾、红海、东非及西非大西洋沿岸、台湾岛以及中国大陆的西沙群岛、海南岛等地，生活环境为海水，一般生活于珊瑚礁中或泥沙质的浅海底。